# Phạm Thận Duật
Phạm Thận Duật (范慎遹, 1825–1885) là một nhà chính trị, nhà ngoại giao, một học giả và một trí thức lớn có tầm vóc của Việt Nam trong giai đoạn cuối thế kỷ thứ XIX. Ông đảm nhiệm nhiều phận sự từ thấp lên cao trong triều đình nhà Nguyễn dưới triều đại của vua Tự Đức và một số vị vua triều Nguyễn sau đó. Cùng với Tôn Thất Thuyết và Nguyễn Văn Tường, Ông là một thành viên chủ chốt của phái Chủ Chiến trong triều đình nhà Nguyễn, đã phò tá vua Hàm Nghi ra Sơn phòng Quảng Trị (Thành Tân Sở) lập căn cứ kháng chiến và góp phần quan trọng cho việc khởi động phong trào Cần Vương chống thực dân Pháp xâm lược.  
Ngày 29 tháng 7 năm 1885, trong lúc chuẩn bị vượt biển ra Bắc để thực hiện sứ mệnh vua ban làm khâm sai đại thần lãnh nhiệm tổ chức phong trào kháng chiến chống Pháp tại các tỉnh phía Bắc Việt Nam, ông đã bị tay sai thân Pháp bắt cùng toàn bộ gia đình. Ông bị biệt giam tại nhà tù Côn Đảo trước khi bị đày đi biệt xứ ở đảo Tai-hi-ti. Vì bệnh trở nặng, ông đã qua đời giữa biển khơi, tại khu vực hải phận Mã lai (Malaysia) lúc tròn 60 tuổi. 
Ông là một nhà văn hoá đa diện, có những đóng góp đặc biệt có giá trị trong các lĩnh vực nghiên cứu về dân tộc học, nhân học, ngôn ngữ học. Đồng thời ông cũng là một nhà sử học nổi tiếng, từng giữ chức vụ Phó tổng tài Quốc Sử Quán kiêm Quản Quốc Tử Giám, là người kiểm duyệt lần cuối bộ Quốc sử triều Nguyễn là Khâm định Việt sử thông giám cương mục. 

## Thân thế
Phạm Thận Duật có tên chữ là Quan Thành, hiệu là Vọng Sơn (tên một ngọn núi ở quê Ninh Bình của ông), quê ở làng Yên Mô Thượng, tổng Yên Mô, huyện Yên Mô, tỉnh Ninh Bình (nay thuộc xã Yên Mạc, tỉnh Ninh Bình). Ông sinh ngày 4 tháng 11 năm Ất Dậu (1825), dưới triều Minh Mạng, trong một gia đình nông dân nghèo, có truyền thống hiếu học. Năm 9 tuổi, ông học Nho học với thầy Vũ Phạm Khải ở làng bên, nhưng chỉ được vài ngày thì Vũ Phạm Khải phải lên đường vào kinh nhậm chức, Phạm Thận Duật đến học người cậu ruột là Nguyễn Hữu Văn. Sau đó theo học thầy đồ Phạm Tư Tề là người làng, ra Xuân Trường (Nam Định) mở trường dạy học. Sau 4 năm, ông quay về học Lục Khê cư sĩ Phạm Đức Diệu, người Nộn Khê cùng huyện Yên Mô, sau này trở thành nhạc phụ của ông. Lục Khê cư sĩ nhận thấy tư chất tốt của ông nên năm ông 21 tuổi đã đưa ông đến nhờ người bạn thân là Hoàng giáp Phạm Văn Nghị, người Nam Định khi ấy vừa cáo quan về quê mở trường dạy học.

## Tiến thân trong quan trường
Năm 1850, ông thi đỗ Cử nhân ở trường Nam, năm sau vào dự thi Hội ở Huế nhưng không đỗ. Tuy nhiên, ông vẫn được triệu ra làm quan dưới triều Nguyễn thời Tự Đức. 
Đầu tiên, ông được bổ làm giáo thụ huyện Đoan Hùng (tỉnh Sơn Tây) vào năm 1851. Năm 1855, ông nhậm chức Tri châu Tuần Giáo, tỉnh Hưng Hóa, được thăng Tòng lục phẩm. Trong năm sau đó, với bút danh Quan Thành, ông đã viết cuốn Hưng Hóa ký lược, một tác phẩm quan trọng về địa chí vùng Tây Bắc Việt Nam được cả giới nghiên cứu trong và ngoài nước đều đánh giá cao trên nhiều phương diện. 
Năm 1857, ông thăng hàm Tri phủ tòng ngũ phẩm, đảm nhiệm Tri huyện Quế Dương và Võ Giàng, tỉnh Bắc Ninh. Một thời gian lại được thăng lên quan tỉnh, giữ các chức: Bang biện tỉnh vụ kiêm Đồn điền sứ, Án sát sứ, Bố chính sứ Bắc Ninh rồi quyền Tổng đốc Bắc Ninh.
Năm 1870-1871, ông tham gia diệt trừ thổ phỉ vùng biên giới trung du. Đến năm 1873, khi Pháp đánh ra Bắc Kỳ, ông được cử đi tiếp quản các tỉnh và cắt đặt quan chức lâm thời, sau đó về giữ chức quyền Tuần phủ Hà Nội. Năm 1874, ông được cử làm Tuần phủ Bắc Ninh, mở cuộc hành quân tiễu phạt thổ phỉ trên biên cương phía Bắc thắng lợi. Đến năm 1875, ông được cử làm Hộ lý cho Hiệp đốc Tôn Thất Thuyết, coi sóc việc hành chính hai tỉnh Bắc Ninh - Thái Nguyên, đóng ở Thái Nguyên.
Năm 1876, Phạm Thận Duật được triệu về Huế làm Tham tri Bộ Lại, kiêm Phó Đô ngự sử Viện Đô sát, được 4 tháng lại ra Bắc giữ chức Khâm sai Hà đê sứ, chỉ huy việc trị thuỷ sáu tỉnh tả ngạn sông Nhị Hà (Sông Hồng). Trong hai năm ở cương vị này, ông đã đề xuất nhiều biện pháp hộ đê đúng đắn, sau được tập hợp trong hai tập Hà đê tấu tập và Hà đê tấu tư tập. 
Năm 1878, đích thân vua Tự Đức giao cho ông việc xét duyệt, thẩm định lại bộ sách Khâm định Việt sử thông giám cương mục. Ông lĩnh quyền Thượng thư Bộ Hình, Phó Tổng tài Quốc Sử Quán, kiêm quản Quốc Tử Giám (tháng 11/1878). Năm 1879, ông được sung vào làm Đại thần Viện Cơ mật và cũng cùng năm đó được cử làm quan Độc quyền khoa thi Đình. 
Đến năm 1882, ông được cử kiêm Sư bảo Dục Đức đường và Chánh Mông đường, thầy dạy cho 2 ông hoàng Ưng Chân và Ưng Đường, con nuôi của vua Tự Đức (sau này là vua Dục Đức và Đồng Khánh). Trong năm này, ông đã dâng biểu tâu mật kiến nghị 4 điểm về chiến lược phòng thủ đất nước được Vua Tự Đức đưa ra Viện Cơ mật bàn thảo  và cho thi hành. 
Năm 1883, Phạm Thận Duật được cử làm Khâm sai Chánh sứ sang Thiên Tân (Trung Quốc), viết Vãng sứ Thiên Tân nhật ký. Năm 1884 về nước, ông chuyển từ Thượng thư Bộ Hình sang Thượng thư Bộ Hộ, thăng Hiệp biện Đại học sĩ kiêm Tham tri Bộ Công, góp phần xây dựng căn cứ Tân Sở (Quảng Trị) chuẩn bị chống Pháp[3]. Cũng trong năm này, ông làm quan Độc quyển chấm thi Hội, chọn ra ba Tiến sĩ, bốn Phó bảng, cũng như hoàn thành việc tổng kiểm duyệt bộ Quốc sử của triều Nguyễn "Khâm định Việt sử thông giám cương mục" để in ấn và công bố chính thức.

## Mối hận Hòa ước Patenotre và phong trào Cần Vương
Trước khi Pháp đánh Bắc kỳ lần thứ hai (1882), ông đã có "bản mật tấu" gửi triều đình Huế, trong đó nêu những biện pháp phòng chống địch. Ông chủ trương và tích cực xây dựng những đồn sơn phòng ở vùng rừng núi hiểm yếu, chuẩn bị căn cứ chống Pháp ở Quảng Bình, Hà Tĩnh và nhất là căn cứ Tân Sở (Quảng Trị) với một quy mô khá lớn. Kế hoạch của ông được các đại thần chủ chiến đứng đầu là Tôn Thất Thuyết và Nguyễn Văn Tường tán thành triển khai.
Trước tết Quý Mùi (1883), ông được cử đưa đoàn sứ bộ nhà Nguyễn sang Thiên Tân (Trung Quốc) để thảo luận về việc hợp tác đánh Pháp, nhưng không thành. Đầu năm 1884, ông được giao nhiêm vụ Toàn quyền đại thần ký Hòa ước Giáp Thân 1884 gồm có 19 điều khoản vào ngày 6 tháng 6 năm 1884 tại kinh đô Huế. Đại diện các phía nhà Nguyễn là Phạm Thận Duật - Toàn quyền đại thần, Tôn Thất Thuyết - Phó Toàn quyền đại thần, Nguyễn Văn Tường - Phụ chính đại thần và phía Pháp là Jules Patenôtre - Sứ thần Cộng hòa Pháp. Do hành vi này mà ông bị hiểu nhầm trong suốt một thời gian dài.
Cuối năm 1884, ông công tác ở Bộ Hộ, đến năm 1885 được thăng lên Hiệp biện Đại học sĩ, kiêm Công bộ Tả tham tri. 
Sau trận tập kích bất thành của quân triều đình vào đồn quân Pháp ở Mang Cá và Toà Khâm sứ vào đêm 7 tháng 5 năm 1885, thực dân Pháp chiếm thành Huế. Phạm Thận Duật và những quan quân trung thành đã phò tá vua Hàm Nghi chạy ra Tân Sở (Quảng Trị), phát Chiếu Cần Vương chống Pháp. Ngày 29 tháng 7 năm 1885, trong lúc chuẩn bị vượt biển ra Bắc để tổ chức kháng Pháp, ông bị tay sai thân Pháp bắt cùng toàn bộ gia đình.
Sau đó, Phạm Thận Duật bị giải về Huế. Ông từ chối mọi sự mua chuộc, dụ dỗ của Pháp và chấp nhận án tù giam ở Côn Đảo, rồi bị đày đi Tahiti. Sau 6 ngày lênh đênh trên biển, do bệnh cũ tái phát, ông đã mất ngay trên tàu vào ngày 29 tháng 11 (tức ngày 23 tháng 10 Âm lịch) năm 1885 ở vùng biển Malaysia.

## Nỗi oan chiêu tuyết
Tương truyền, ông được liệm trong một bộ quần áo trắng, thi hài bỏ vào chiếc bao rồi thả xuống biển khơi. Mấy năm sau, con cháu và người làng mới biết tin ông mất, đã lập một mộ giả tại làng quê để tưởng niệm ông. Trên nấm mộ giả này có một tấm bia đá do Vũ Kế Xuân soạn, nói về hành trạng của ông, nhưng phải chôn sấp mặt bia xuống mộ để che mắt người Pháp. Năm 1961, sau 73 năm, bia mới được dựng lên để mọi người biết công trạng và tài đức của Phạm Thận Duật, một văn thân yêu nước, một đại thần kiên quyết "chủ chiến" chống Pháp xâm lược trong triều đình Tự Đức.

## Vinh danh
Tên ông được dùng để đặt cho một ngôi trường Tiểu học ở ngay chính quê hương ông, nay là xã Yên Mạc, tỉnh Ninh Bình.   
Đường phố mang tên Phạm Thận Duật không chỉ được tìm thấy ở thủ đô Hà Nội mà còn ở một số thành phố lớn trên cả nước như thành phố Hồ Chí Minh, Huế, Đà Nẵng. Tại tỉnh Ninh Bình, quê hương của danh nhân, tên ông được đặt tại một con phố lớn ở trung tâm của Thành phố Hoa Lư.   
Giải thưởng Sử học Phạm Thận Duật hiện là giải thưởng chính thức và duy nhất của Hội Khoa học Lịch sử Việt Nam. Giải tổ chức thường niên, xét thưởng các tân tiến sĩ sử học có luận án được đánh giá xuất sắc ở Việt Nam .

## Một vài nhận xét về danh nhân Phạm Thận Duật
Hơn 100 năm sau khi mất trên đường đi tù đày vì nghĩa lớn, Phạm Thận Duật không hề được lịch sử nhắc đến, nếu có nói đến thì chỉ làm đau lòng con cháu là hình ảnh người đã ký vào bản hóa ước Paenotre.  Mãi đến sau này, giới sử học Việt Nam cũng như một số sử gia nước ngoài đã có một cái nhìn hoàn toàn mới và đúng về danh nhân Phạm Thận Duật, đặc biệt sự ra đời của cuốn Phạm Thận Duật toàn tập đã làm rõ cuộc đời sự nghiệp và lòng yêu nước của danh nhận Phạm Thận Duật. Bây giờ khi nhắc đến danh nhân Phạm Thận Duật các học giả Việt Nam và nước ngoài có những đánh giá khách quan dưới đây.
a. Học giả trong nước  
“ Những trước tác của Cụ Phạm Thận Duật như: Hưng Hóa ký lược, Vãng sứ Thiên Tân nhật ký, Quan Thành tấu tập, Quan Thành văn tập và một số tác phẩm được chép trong Hà đê tấu tập, Hà đê tấu tư tập biểu lộ một tấm lòng yêu nước thương dân, một tâm hồn phong phú nồng hậu, một nhân cách cao đẹp, một trí thức uyên bác."  - GS.NGND Phan Huy Lê (Cố Chủ tịch Hội KHLS Việt Nam)
“Chúng ta ngỡ ngàng khi thấy ở thời điểm đó những phương pháp nghiên cứu tân tiến mà chúng ta chỉ thấy ở các học giả châu Âu đã xuất hiện trong các công trình như Hưng Hóa ký lược của ông. Đây là một trong những tác phẩm được coi là có  giá trị rất lớn của Việt Nam lúc đó và được các học giả quốc tế đánh giá rất cao.” - GS Vũ Minh Giang
“...quá trình nhận thức, tái nhận thức về nhân vật lịch sử Phạm Thận Duật và định vị vai trò lịch sử của ông giữa các dòng chảy thời đại mới chỉ bắt đầu. Chúng ta sẽ còn phát hiện ra nhiều điều tốt đẹp, thú vị mà Phạm Thận Duật và thế hệ của ông, những người sống trong một thời kỳ lịch sử đầy thử thách đã trải qua và cống hiến.” - Nhà sử học Dương Trung Quốc (Phó Chủ tịch kiêm Tổng thư ký Hội KHLS Việt Nam)
“ ...hãy đem bộ Khâm định Việt sử thông giám cương mục bao gồm các bản đã qua kiểm duyệt theo trình tự...giao cho bề tôi Phạm Thận Duật duyệt biện.” - Hoàng đế Tự Đức
“Trong các tác phẩm của mình, Phạm Thận Duật đã thể hiện sự am hiểu sâu sắc về lịch sử địa lí, văn hóa Việt Nam; một ohong cách làm việc cẩn trọng và tư duy khoa học. Những tác phẩm của ông đã đóng góp rất lớn vào việc khắc họa và khẳng định những giá trị đặc sắc của nền văn hóa Việt Nam, đặc biệt văn hóa của các tộc người thiểu số trong cộng đồng chung của dân tộc. Với tất cả những đặc điểm trên Phạm Thận Duật xứng đáng được ghi nhận là nhà Việt Nam học tiêu biểu của thế kỉ XIX.” - TS. Phạm Thị Thúy (Tiến sĩ Trường Đại học Sư phạm Hà Nội)
"Sự nghiệp Phạm Thận Duật thật là toàn diện. "Những ông quan thanh liêm" trong chế độ quân chủ Việt Nam ngày xưa không phải là huyền thoại, là cổ tích mà là một truyền thống đẹp của người trí thức Việt Nam được đào tạo theo Nho giáo.

Và kết thúc cuộc đời và sự nghiệp của Phạm Thận Duật thật là trọn vẹn: một nhà yêu nước chống ngoại xâm kiên quyết và hy sinh trên con đường bị đi đầy, nầm mồ của ông là biển cả." - GS. Nguyễn Hồng Phong (Cố Viện trưởng Viện Sử học) 
"Phạm Thận Duật là một nhà "kỹ trị" (theo nghĩa rộng của khái niệm này) và thực chứng, sử dụng tri thức vào việc ra các quyết định hành chính, quân sự. Chúng ta có thể kiểm nghiệm tư tưởng này một cách sống động qua cách thức ông tổ chức và quản lý vùng biên vùng Hưng Hóa." - TS. Vũ Đức Liêm (Phó Trưởng khoa Lịch sử, Trường ĐHSP Hà Nội)
"Điểm cuối cùng tôi muốn nêu lên là "Ông là ai?": nhà yêu nước chống ngoại xâm (theo đánh giá của GS. Nguyễn Hồng Phong), nhà văn hóa lớn, nhà chính trị - văn hóa (theo GS. Đinh Xuân Lâm), nhà văn hóa đa diện (theo NNC Nguyễn Văn Huyền), nhà sưu tầm dân tộc học (theo PGS. Bùi Xuân Đính), nhà văn hóa xuất sắc, nhà chính trị (theo NNC Phạm Đình Nhân)... và nhiều danh hiệu khác rất xác đáng. Chỉ với Hưng Hóa ký lược, đóng góp của ông thật to lớn. Theo tôi, ông là nhà địa chí học, cụ thể hơn là địa chí học tộc người." - PGS. TS Lâm Bá Nam (Chủ tịch Hội Dân tộc học và Nhân học Việt Nam) 
"Như nhiều trí thức Nho giáo đương thời, Phạm Thận Duật tìm kiếm các ý tưởng và thực hành "chí" của mình ở văn chương, chữ nghĩa thánh hiền. Tuy nhiên, để đạt được sự phát triển về tầm vóc tri thức, khả năng nhận biết các phương thức tư duy, khảo cứu và cập nhật tri thức trên nhiều lĩnh vực thì có lẽ Phạm Thận Duật nằm trong số ít các học giả cuối thế kỷ XIX vươn tầm ra ngoài lãnh thổ Đại Việt" - TS. Vũ Đức Liêm (Phó Trưởng khoa Lịch sử, Trường ĐHSP Hà Nội) 

b. Các đánh giá của học giả nước ngoài 
“Những dữ liệu về tiếng Thái trong Hưng Hóa ký lược được ghi lại vào thế kỷ XIX...là những mô tả xưa nhất mà ngày nay chúng ta biết đến về chữ cái và ngữ âm của phương ngữ Thái đen”  - GS. Michel Ferlus (French National Center for Scientific Research)
“Công trình nghiên cứu dân tộc học của Phạm Thận Duật khiến chúng ta cần tư duy lại về lịch sử ngành dân tộc học ở Việt Nam. Thay cho cách hiểu dân tộc học là một hệ hình hay trường phái chỉ xuất hiện ở Việt Nam một khi có sự cai trị của người Pháp... Tôi tìm thất bằng chứng thuyết phục rằng các học giả như Phạm Thận Duật... đã cung cấp một nền tảng tri thức cho ngành dân tộc học... sớm hơn rất nhiều trước khi ngành nhân học xuất hiện ở Việt Nam” - PGS.TS. Bradley Camp Davis (Eastern Connecticut State University)
“...Phạm Thận Duật là một con người xuất chúng trên nhiều phương diện khác nhau...Phạm Thận Duật và Hưng Hóa ký lược cho ta một ví dụ hoàn chỉnh về việc người Việt Nam không hề bị các truyền thống học thuật có sẵn bó hẹp hay giới hạn mà ngược lại còn thúc đẩy sự phát triển đi lên của tri thức” - PGS.TS. Kathlene Baldanza (Pennsylvania State University)
“Công trình của Phạm Thận Duật về vùng Tây Bắc là ví dụ cho một xu thế dân tộc học chung ở Việt Nam trước nền cai trị thực dân Pháp” -PGS.TS. Bradley Camp Davis (Eastern Connecticut State University)
"Hưng Hóa địa chí của Phạm Thận Duật khẳng định rằng các trí thức Việt Nam có cho riêng mình các diễn trình tri thức để tiếp cận, tranh luận và sáng tạo tri thức trong khung cảnh của "khối đại đồng Nho giáo" - PGS.TS. Kathlene Baldanza (Pennsylvania State University)